# حديث الجنود
حديث الجنود هي رواية للكاتب أيمن العتوم صدرت في شهر شباط من عام 2014. تتحدث الرواية عن أحداث جامعة اليرموك عام 1986. وتقع الرواية في 63 فصل و470 صفحة. وقد منعت دائرة المطبوعات الأردنية من تداول وتوزيع الرواية بعد وصول الطبعة الثانية إلى الحدود الأردنية من دار النشر الخاصة في بيروت. وقد صدر من الرواية ثلاث طبعات حتى الآن ويحاكم الكاتب أيمن العتوم أمام القضاء جرّاء قرار المنع الذي تعرضت له الرواية

## القصة
تتناول الرواية أحداث اقتحام قوات الأمن الأردنية لجامعة اليرموك عام 1986 بعد احتجاجات طلابية غير مسبوقة في الجامعة، حيث سلط الكاتب في روايته الضوء على أسباب تلك الاحتجاجات ومآلاتها في ظل الأحكام العرفية التي كانت مطبقة في الأردن في ذلك الوقت. ووضح الكاتب دور تيارت القوى اليسارية وتيار الاخوان المسلمين في القضية.

## منع الرواية
منعت السلطات الأردنية توزيع وتداول الطبعة الثانية من رواية «حديث الجنود» للمؤلف أيمن العتوم إلى حين صدور حكم قضائي بشأنها من قبل محكمة مختصة بقضايا المطبوعات. وقال رئيس هيئة الإعلام أمجد القاضي إن دائرة المطبوعات التابعة للهيئة لم تمنع الرواية لكنها طلبت من الناشر عدم توزيع الطبعة الثانية إلى أن يبت القضاء في المخالفات التي احتوتها. وتابع أنه «لم يقم الناشر بتزويد الدائرة بنسخ من الطبعة الأولى التي طبعت في الأردن وفقا لنص القانون، وعندما جاءت الطبعة الثانية من بيروت جرى طلب عدم توزيعها لحين بت القضاء بما وجدته دائرة المطبوعات من مخالفات».
وتحدث القاضي عن «مخالفات» احتوتها الرواية سواء من حيث سرد الأحداث في جامعة اليرموك أو من خلال «الإساءة للأجهزة الأمنية»، لافتاً إلى أن الأمر أصبح بيد القضاء الذي سيخضع له الجميع في النهاية، بحسب قوله. ووصف مؤلف الرواية أيمن العتوم ما يجري بأنه منع لرواية أدبية من التداول، منبها إلى أن الطبعة الأولى نفدت من الأسواق، مما يعني عمليا أن الرواية ممنوعة الآن في الأردن رغم السماح بتداولها في دول عربية، وفق تقديره

## اقتباسات
هذه أهم اقتباسات من الرواية:
- أنتم حنيتم ظهوركم فامتطاكم السفلة!

- وماذا نملك؟
- كل شيء، الإرادة فوق الزعامة.. حرية الشعوب فوق عبودية السلطة !
- الوطن ليس جغرافيا، إنّه قيمة، الحبّ والكرامة والفِداء والإباء والعدل.. الوطن إيمانُ المخلص وتضحيّة العاشق. الوطن ثباتٌ على المبدأ في ضجّة البائعين، وتشبّثٌ بالحريّة في سوق النّخاسين. الوطن أنت وأنا وأولئك الذّين يجمعهم الضّمير النّقي والغاية الشّريفـــة
- مفتاح الثورة كلمة، وتصنع الثورة كلمة: (العدو من أماكم والبحر من ورائكم)، وأول الرسالة كلمة:(اقرأ)، وأول الرحمة كلمة: (كوني برداً وسلاما)، واعظم العذاب كلمة: (اخسؤوا فيها ولا تكلمون)، وأشد الحسرة كلمة: (سلام عليكِ... سلام لا لقاء بعده)، وتهوي بالعالين الراتعين في نعيمهم كلمة:)اهبطوا منها جميعاً)، وتطيح بالأصنام كلمة: (وقل جاء الحق وزهق الباطل إن الباطل كان زهوقا)، وتوطد أركان الدولة كلمة:)إني لأرى رؤوساً قد أينعت)، وتفك أسر العاني كلمة:)اذهبوا فأنتم الطلقاء)، وتنفذ كالسهم إلى الروح كلمة:)أشد عليهم من وقع النبل)، وتصنع الوجود من العدم كلمة: (كن فيكون).

إنها الكلمة وإنها الثورة، وإنها نحن نشكل حروفها على وهج الحق فيولي الباطل، وعلى فيء العدل فينحسر الظلم!!
- جميعنا كنا من الوطن الذي هتفنا له... فليحي الوطن؛ وهو يباع ويشترى
- الطاغية لا يصنع نفسه، بل نحن الذّين نصنعه؛ نحن الذين نسمّن له أنفسنا ليذبحنا، ونحني له رؤوسنا ليصفعنا؛ إنّه الوهم الذي اختلقه خيالنا السّقيم في أنّه قادر على أن يصادر أبسط حقوقنا في الحياة، وفي الحرية. ولولا أنّنا نثغو أمامه كشاةٍ ما كان ليعوي أمامنا كذئب.أيّها القادرون على التّحرّر من مخاوفكم: اصنعوا تاريخكم بأنفسكم، واكتبوا مجدكم بأيديكم؛ فانّ الطّاغية الذي يصوّب البندقية على صدوركم ليس الا صنماً من زجاج، ان نظرتم اليه بعين اليقين خرّ من عليائه متناثراً متكسراً
- وأوطان تُساق إلى المذبح من أجل أن يظل الذي سيقت له زعيمها، من ينقذ الأوطان وهي تهوى إلى الجحيم بسبب نزوات سادية عند حفنة من المعايته!!

## طالع أيضًا
- جامعة اليرموك
- أحداث جامعة اليرموك 1986
- نبوءات الجائعين
- قوات البادية